# Gordon Giltrap (album)
Gordon Giltrap is het debuutalbum van de gelijknamige artiest. Volgens de bijlage van de heruitgave van deze elpee schreef Giltrap zelf Transatlantic Records aan in 1966 om alstublieft een plaat te mogen opnemen en uitgeven. Uiteindelijk zag de baas van dat platenlabel Bill Leader de vooruitgang bij deze gitarist. Giltrap is grotendeels autodidact. Het eerste album bestaat nog voornamelijk uit singer-songwriter-materiaal, maar Giltrap zou het zingen vrij spoedig aan de kant zetten; hij was vooral gitarist.
Het materiaal op dit album klinkt vrij nerveus. Giltrap wilde te veel laten horen hoe goed hij technisch onderlegd was. Daardoor is er soms een overvloed aan gitaarnoten te horen, die uiteindelijk de melodie dwarszitten.

## Musici
- Gordon Giltrap - gitaar, zang

## Muziek
| Nr. | Titel                               | Duur |
| --- | ----------------------------------- | ---- |
| 1.  | Gospel song                         | 2:55 |
| 2.  | Fast approaching                    | 1:56 |
| 3.  | Don’t you feel good?                | 2:41 |
| 4.  | Birth of spring                     | 1:45 |
| 5.  | Won’t you stay awhile Suzanne?      | 2:34 |
| 6.  | Wilderness                          | 2:33 |
| 7.  | Adolescent years                    | 2:06 |
| 8.  | Saturday girl                       | 2:39 |
| 9.  | Don’t you hear your mother’s voice? | 3:17 |
| 10. | Ives horizon                        | 2:17 |
| 11. | Blythe Hill                         | 1:38 |
| 12. | Willow pattern                      | 4:17 |